# Hans-Lennart Raask
Hans-Lennart Raask, född 6 mars 1943 i Norrköping, är en svensk musiker (pianist) och kompositör, som bland annat skrivit musiken till sången Du omsluter mig.
Redan i 20-årsåldern blev Raask engagerad som pianist och ackompanjatör till solister som exempelvis Artur Erikson, Jan Sparring, George Harris, Dan Eclund och Märta Svensson.
Han var en av skaparna av den inom kyrkor mycket spridda sångboksserien ”Halleluja” som gavs ut i upplagor långt över 100 000 exemplar och många av hans kompositioner och arrangemang, speciellt för kör har publicerats i Sverige och utomlands.
Under sin tid som organist och körledare i Högdalskyrkan i Stockholm startade han ungdomskören ”Tonalen” som på 70-talet var en mycket populär kör i Sverige.
Hans-Lennart Raask var en av de medverkande i den succéartade TV-serien ”Minns du sången” där också några av hans sånger framfördes. Han har också under årens lopp medverkat vid ett stort antal skivinspelningar och framträtt både i radio- och TV-sammanhang.
Han anordnade fram till 2010 årligen julkonserter i Vårgårda i samarbete med kyrkorna i trakten. Julkonserten bestod av en stor kör samt solister med anknytning till trakten och ibland inbjudna musiker och sångsolister.